# Hit Mania Dance 2021 New Talent
Hit Mania Dance 2021 New Talent è una compilation di artisti vari facente parte della serie Hit Mania, uscita nei negozi il 17 dicembre 2020.
Sono presenti 4 CD + Rivista, tra questi troviamo il CD1: "Hit Mania Dance 2021 New Talent", CD2: "Hit Mania Dance 2021 New Talent Club Version", CD3: "EDM Electronic Dance Music #13" e il CD4: "Deep House Party Winter 2020".
Dopo anni in cui la compilation ha perso la definizione Dance andando quindi ad orientarsi su svariati generi misti, da quest'edizione essa la riassume tornando a chiamarsi Hit Mania Dance, esattamente come è stato fino all'edizione invernale del 2005, tornando quindi a trattarsi di una compilation interamente dedicata alla musica Dance, Techno e House mantenendo comunque, come da tradizione, le bonus track alla fine della raccolta contenenti brani Pop.
Anche questo numero non rivela il nome del DJ che ha mixato la compilation ma è stato comunque realizzato con la collaborazione di Radio Studio Più.
La copertina è stata curata e progettata da Gorial.

## Tracce CD1
1. Jacopo Galeazzi - Take My Breath Away (Hm Version)
2. Luca Mollo feat. Notaris - I Also Need Love (Hm Version)
3. Dainpeace - Walking On My Own (Hm Version)
4. Dj Beda vs Fr3y & Aver 555 - Lunatic (Hm Version)
5. Giulia Regain - From Night To Sunrise (Hm Version)
6. MC Groove feat. Federica - Undone (Hm Version)
7. Jacob Galsen - Don't Breaking To My Heart (Hm Version)
8. Angelus Marino - Urban (con Puro Beat) (Hm Version)
9. Eugenio Ferrara, Maurizio Lessi feat. Tamra Keenan - Dance All Night (Hm Version)
10. MC Groove vs Coppola & Cicco DJ - Stand By Me (Hm Version)
11. Ewo Ramirez & DJ Symoz feat. Tony Erre - Heaven (Hm Version)
12. EARL NELSON JR. - No Pressure (Hm Version)
13. TECHNICIAN - Between Strings (Hm Version)
14. CRIMSON SOUND - Never Too Late (Hm Version)
15. TECHNICIAN - Glorious (Hm Version)
16. INFINITY LORES - The Other (Hm Version)
17. TIM CHAMBERS - Falling The Bass (Hm Version)
18. WOLFE D ASIS - Pretentious Body (Hm Version)
19. REBEL YOUTH - Only Love (Hm Version)
20. DINAMIC TOOLS - My Feeling (Hm Version)
21. CRAZY STRIPES - Magic In Your Eyes (Hm Version)
22. Valentina Vignali feat. Faiola & Dom Blait - Errori (Hm Version)
23. Fiammetta - Anima Ribelle (Hm Version)
24. The Revangels - The End'n'beyond (Hm Version)

## Tracce CD2
1. DJ Skipper - 2 Your Love (Hm Version)
2. ATHENA ZEUS - What Love Means To You (Hm Version)
3. EARL NELSON JR. - Take It Off (Hm Version)
4. ATHENA ZEUS - Dangerous (Hm Version)
5. TOOL STEEL - Only Party (Hm Version)
6. MAGNETIC ILLUSIONS - Lifetime (Hm Version)
7. ARNEL - Happy Day (Hm Version)
8. REBEL YOUTH - Love Me Right Now (Hm Version)
9. Mark Donato vs Cicco DJ & Mc Groove - Police Woman (Hm Version)
10. CRIMSON SOUND - What Is Love (Hm Version)
11. ATHENA ZEUS - Track Repeat (Hm Version)
12. Ardok - Quarantine (Hm Version)
13. ATHENA ZEUS - Losing Control (Hm Version)
14. TIM CHAMBERS - Make A Clap (Hm Version)
15. BLACK WOLF - Successful (Hm Version)
16. Kanduveda & Simone Marino - Forgiven (Hm Version)
17. Wallace & Nicola Ianuario - I'm Your Paradise (Hm Version)
18. WONDERFUL SENSATIONS - I Want To Be (Hm Version)
19. MAGNETIC ILLUSIONS - Happy (Hm Version)
20. WONDERFUL SENSATIONS - I'm Stronger (Hm Version)
21. MAGNETIC ILLUSIONS - Kiss Me Kiss Me (Hm Version)
22. CRAZY STRIPES - Take Me Higher (Hm Version)
23. REBEL YOUTH - Come With Me (Hm Version)
24. Lara - Don't You Stop (Hm Version)

## Tracce CD3
1. Fonzie Ciaco feat. Doris Day - Electronic Love (Hm Version)
2. DJ Jajo - Dance To The Beat (Hm Version)
3. CRIMSON SOUND - Imagine (Hm Version)
4. Dv Project - Loud And Bounce (Hm Version)
5. James Black Pitch - Bring The Sun (Hm Version)
6. CRAZY STRIPES - I Feel Like I'm Dreaming (Hm Version)
7. CRAZY STRIPES - Tell Me Girl (Hm Version)
8. HARRIS MICHELLE - Last Fight (Hm Version)
9. BLACK WOLF - Unlock (Hm Version)
10. GOMY BOY - Hands On Me (Hm Version)
11. CRISTIAN VR. - Alarm (Hm Version)
12. ARNEL - Military (Hm Version)
13. CRISTIAN VR. - I Like! (Hm Version)
14. JAVI RECORD - Come On To The Party (Hm Version)
15. Sandy - Fiesta Caliente (Hm Version)
16. PS Project vs Fabio Match - Strange World (Hm Version)
17. Brandom Lewis - Latin Celebration (Hm Version)
18. Mr. Voice - Free Your Soul (Hm Version)
19. Jude Stoeffler - Future (Hm Version)
20. ALEX MCKNOTF - Lucky Day (Hm Version)
21. SCANDALL - Fear (Hm Version)
22. Dj Beda & Fr3y - By Your Side (Hm Version)
23. Lemony - Tutirutirutu (Hm Version)
24. J.D. Robb - Guitar Trap (Hm Version)

## Tracce CD4
1. GOLD BOY - It's Never Too Late (Hm Version)
2. BLACK WOLF - Dawn (Hm Version)
3. JAVI RECORD - Forever (Hm Version)
4. DINAMIC TOOLS - Please Come On With Me (Hm Version)
5. REBEL YOUTH - I Wake Up Next To You (Hm Version)
6. CRISTIAN VR. - Fragrance (Hm Version)
7. DJ Skipper - Show Me (Hm Version)
8. REBEL YOUTH - Living My Way (Hm Version)
9. CRIMSON SOUND - Free (Hm Version)
10. PERFECT STREET - Demons In My Life (Hm Version)
11. Simone Marino & Kanduveda - Quantum (Hm Version)
12. TOOL STEEL - Before (Hm Version)
13. CRAZY STRIPES - Fake Love (Hm Version)
14. CRAZY STRIPES - How We Get So Grace (Hm Version)
15. ARNEL - High Level (Hm Version)
16. DINAMIC TOOLS - Oh!!! (Hm Version)
17. MAGNETIC ILLUSIONS - I Wanna Know (Hm Version)
18. CRIMSON SOUND - Enjoy (Hm Version)
19. TOOL STEEL - Your Mind (Hm Version)
20. TECNO HABANA - Without Obstacles (Hm Version)
21. CRIMSON SOUND - Feel Free To Dance (Hm Version)
22. PERFECT STREET - I Need Party (Hm Version)
23. PERFECT STEEL - Curfew (Hm Version)
24. TOOL STEEL - I Lilke (Hm Version)